# كاليب براغ
كاليب براغ (بالإنجليزية: Caleb Bragg) هو سائق سيارة سباق وطيار أمريكي، ولد في 23 نوفمبر 1885 في سينسيناتي في الولايات المتحدة، وتوفي في 24 أكتوبر 1943 في نيويورك في الولايات المتحدة.

## روابط خارجية
- كاليب براغ على موقع DriverDB.com (الإنجليزية)